# Hugh Latimer

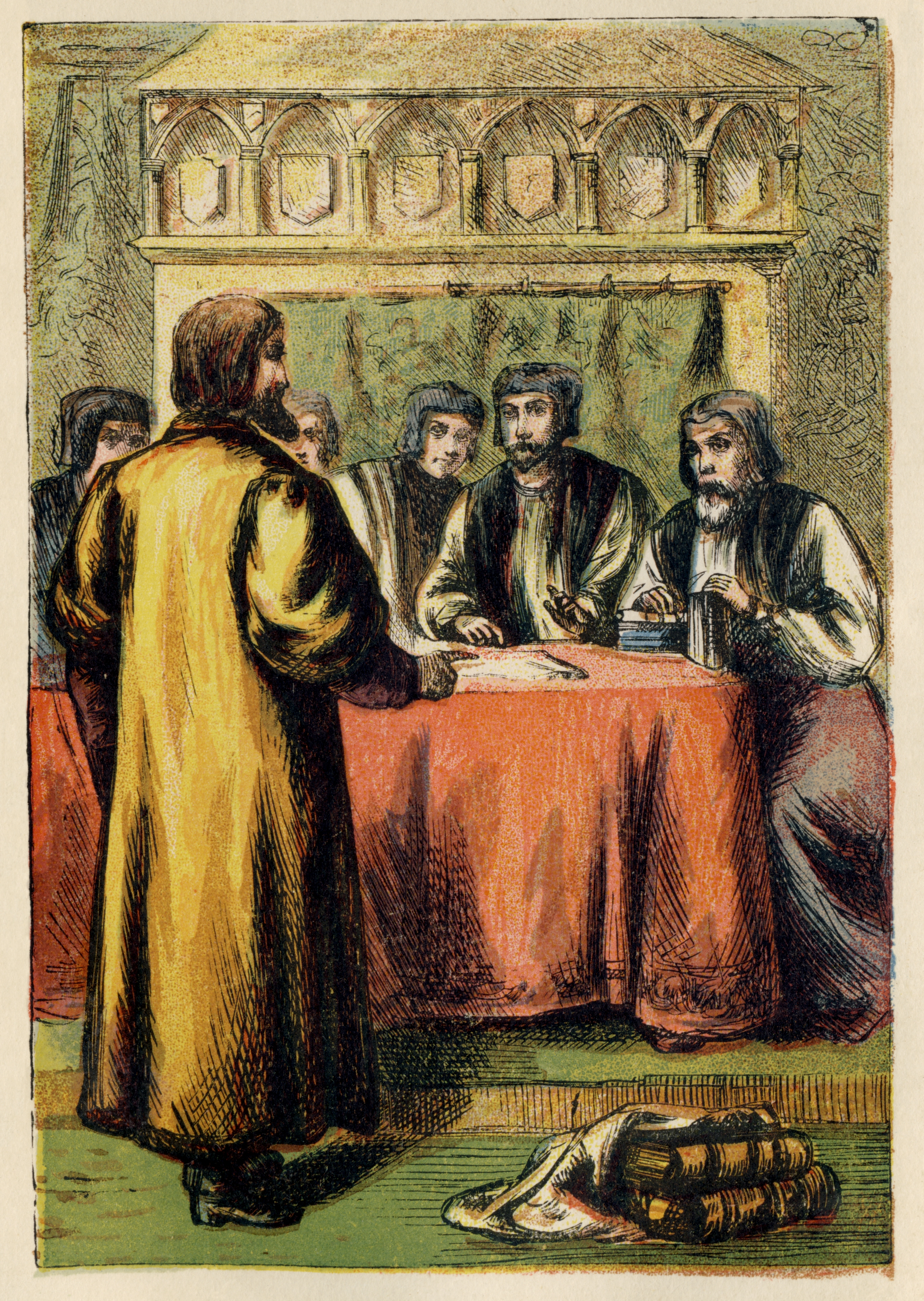
"Latimer przed Soborem”, z kopii Foxe's Book of Martyrs z 1887 roku

Hugh Latimer (ur. ok. 1485/1490, zm. 16 października 1555) – angielski duchowny, reformator, biskup Kościoła Anglii (przed reformacją podległego papieżowi, potem niezależnego), kapelan króla Edwarda VI, jeden z trzech męczenników oksfordzkich spalonych żywcem na stosie w okresie rekatolicyzacji Królestwa Anglii prowadzonej za panowania królowej Marii, męczennik Kościoła anglikańskiego.